# (1152) Pawona
(1152) Pawona est un astéroïde de la ceinture principale découvert le 8 janvier 1930 par l'astronome allemand Karl Wilhelm Reinmuth. Sa désignation provisoire était 1930 AD. Il a été nommé d'après les premières lettres du nom des astronomes autrichien et allemand Palisa et Wolf.